# Trolltjärnen (Mora socken, Dalarna, 677102-142274)
Trolltjärnen är en sjö i Mora kommun i Dalarna och ingår i Dalälvens huvudavrinningsområde.